# Joan Creus
Joan Creus Molist, detto Chichi (Ripollet, 24 novembre 1956), è un ex cestista spagnolo.

## Carriera
È stato il Most Valuable Player della Copa del Rey 1996 e ha vinto una Liga ACB con il Tdk Manresa nel 1997-98.
Ha preso parte agli Europei del 1983 e ai Mondiali del 1986 con la Nazionale spagnola.

## Famiglia
Il figlio Joan Creus Custodio è anch'egli cestista.

## Palmarès

### Squadra
- Campionato spagnolo: 2

Barcellona: 1980-81
Manresa: 1997-98
- Copa del Rey: 3

Barcellona: 1981, 1982
Manresa: 1996
- Liga catalana: 3

Barcellona: 1980, 1981
Manresa: 1997

#### Individuale
- MVP Coppa del Re: 1

Manresa: 1996